# Zweckoptimismus
Bei Zweckoptimismus (engl. purposeful optimism) handelt es sich um eine Haltung von Optimismus, der durch unvorteilhafte Umstände der Betroffenen gezielt beabsichtigt wird. Überwiegend soll durch den Einsatz von Zweckoptimismus die Motivation und das Durchhaltevermögen der Beteiligten gesteigert werden. Diese Auslegung nimmt die Risiken einer schwierigen Situation zwar wahr, jedoch liegt der Fokus auf den Chancen und dem wahrgenommenen Potential.

## Beispiele für Zweckoptimismus

### Selbstwirksamkeitserwartungen
Bei Erkrankungen mit tendenziell schweren bis tödlichem Verlauf wurde untersucht, wie sich Zweckoptimismus auf den Krankheitsverlauf auswirkt. In einigen Fällen von milderen Erkrankungen, konnte durch eine zweckoptimistische Haltung eine Art Placeboeffekt hervorgerufen werden. Allerdings wird Zweckoptimismus auch von Erkrankten eingesetzt, um schwere nachweisliche Belastungen zu verdrängen.
Bei Behandlung von Suchterkrankungen neigen Patienten mit einer optimistischen Handlung eher dazu, das Risiko für einen Rückfall auszublenden, im Gegensatz zu Patienten mit einer pessimistischeren Haltung.

## Kritik an Zweckoptimismus
Bei der Anwendung von Zweckoptimismus wird der Vorwurf erhoben, dass es zu einer Verzerrung der Realität kommt. Gleichzeitig besteht bei dieser Anschauung die Tendenz,
die subjektive Wahrnehmung von Potential zu sehr auf andere zu übertragen. Durch fortwährende Projektion dieser Haltung könnten relevante Veränderungen verlangsamt bis
verhindert werden. Trotz wohlwollender Intentionen können Zweckoptimisten auf Personen mit anderer Haltung einen einseitigen Eindruck erwecken und somit möglicherweise
unseriös erscheinen.

## Zweckpessimismus
Zweckpessimismus bildet hingegen den Gegensatz zum Zweckoptimismus. Bei dieser Anschauungshaltung führen die Betroffenen bewusst eine pessimistische Erwartungshaltung herbei. Auch wenn die Umstände eher neutral bis vorteilhaft sind, wird diese Ausrichtung genutzt, um sich gezielt auf unwahrscheinliche negative Ausgänge einer Situation vorzubereiten.